# Krešo Ljubičić
Krešo Ljubičić és un futbolista croat. Va començar com a futbolista al Germania Dörnigheim. Posteriorment jugà a Eintracht Frankfurt, Hajduk Split, Hrvatski Dragovoljac, FC Biel-Bienne i FC Winterthur.